# 岩井市
岩井市（いわいし）は、かつて茨城県南西部に存在した市である。
2005年3月22日に猿島郡猿島町と合併して坂東市となり、自治体としての岩井市は廃止した。旧岩井市の区域は現在の坂東市の南側である。

## 歴史

### 沿革
- 1889年（明治22年）4月1日 - 町村制施行により猿島郡岩井村・中川村・七郷村・神大実村・飯島村・弓馬田村・七重村・長須村が成立。
  - 岩井村 ← 岩井村・辺田村・鵠戸村
  - 中川村 ← 小山村・長谷村・桐木村・莚打村
  - 七郷村 ← 矢作村・法師戸村・大崎村・小泉村・大谷口村・下出島村・中里村
  - 神大実村 ← 神田山村・大口村・猫実村
  - 飯島村 ← 幸田村新田・猫実村新田・勘助新田・神田山村新田・大口村新田・庄右衛門新田・大馬新田・平八新田
  - 弓馬田村 ← 弓田村・馬立村・幸田村
  - 七重村 ← 駒跿村・半谷村・借宿村・富田村・寺久村・三村・上出島村
  - 長須村 ← 長須村
- 1900年（明治33年）7月4日 - 岩井村が町制施行し岩井町となる。
- 1955年（昭和30年）3月1日 - 中川村・七郷村・神大実村・飯島村・弓馬田村・七重村・長須村と合併し、改めて岩井町が発足。
- 1972年（昭和47年）4月1日 - 岩井町が市制施行し岩井市となる。
- 2005年（平成17年）3月22日 - 猿島町と合併して坂東市となる。同日岩井市廃止。

## 行政

### 歴代市長
特記なき場合『日本の歴代市長 : 市制施行百年の歩み』などによる。
| 代 | 氏名       | 就任                      | 退任                      | 備考       |
| -- | ---------- | ------------------------- | ------------------------- | ---------- |
| 1  | 冨山光男   | 1972年（昭和47年）4月1日  | 1974年（昭和49年）3月15日 | 旧岩井町長 |
| 2  | 染谷照雄   | 1974年（昭和49年）4月28日 | 1978年（昭和53年）4月27日 |            |
| 3  | 吉原英一   | 1978年（昭和53年）4月28日 | 1994年（平成6年）4月27日  |            |
| 4  | 石塚仁太郎 | 1994年（平成6年）4月28日  | 2005年（平成17年）3月21日 | 廃止       |

## 公共機関

### 警察
なし（境警察署の管轄地域）

## 交通

### 鉄道
なし（かつては、谷田部 - 岩井市 - 古河町を結ぶ関東電気鉄道の計画があった）

## 姉妹都市
- パインブラフ（アメリカ合衆国）
  - 1986年11月9日 姉妹都市提携

## 名所・旧跡・祭事
- 国王神社
- 菅生沼
- 将門まつり（11月第2日曜日）